# Nik Dodani

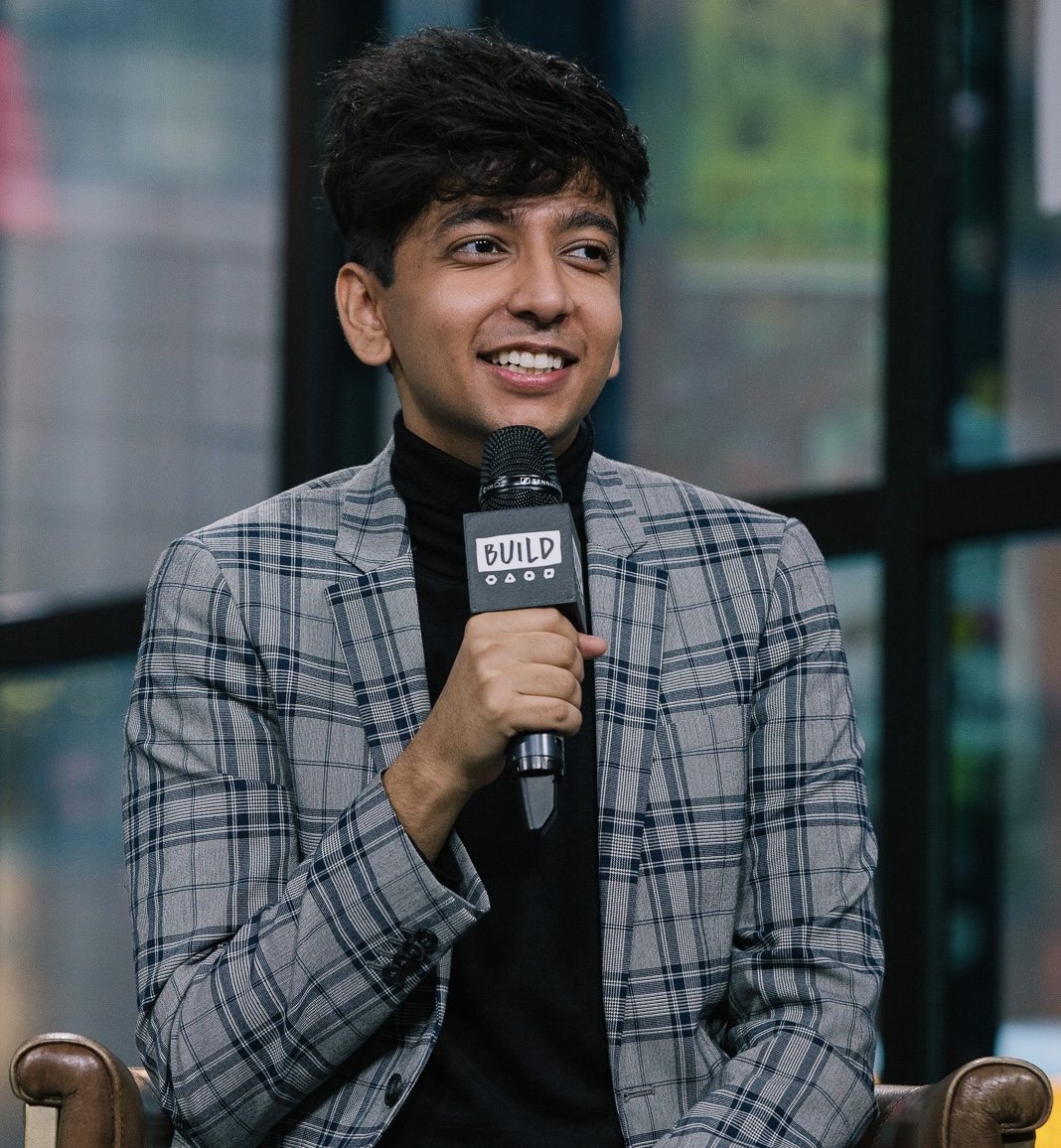
Nik Dodani, 2018

Nik Dodani (* 19. Dezember 1993) ist ein US-amerikanischer Schauspieler und Comedian.

## Leben
Dodani wurde 1993 als Sohn indischer Eltern in den Vereinigten Staaten geboren. Seinen ersten Auftritt im Fernsehen hatte er im Film Living with Abandon, bekannt wurde er für seine Rolle als Zahid in Atypical.

## Filmografie
- 2008: Living with Abandon
- 2014: Selfie
- 2014: The Comeback
- 2015: The Player (Fernsehserie)
- 2015: Kevin from Work
- 2015: Mistaken – Rettungslos bescheuert
- 2016: Full Moon Club
- 2016: Other People
- 2016: The Good Neighbor
- 2017–2021: Atypical
- 2017: Enemies of Dorothy
- 2017: Idiotsitter
- 2018: Murphy Brown
- 2018: Alex Strangelove
- 2018: Angie Tribeca – Sonst nichts!
- 2018: Behold My Heart
- 2019: Escape Room
- 2019–2020: Diebische Elstern (Trinkets, Fernsehserie)
- 2021: Dear Evan Hansen
- 2024: The A-Frame
- 2024: Twisters